# André Saeys
André Dominique Jérôme Pierre Saeys (* 20. Februar 1911 in Sint-Andries; † 22. März 1988 auf Teneriffa) war ein belgischer Fußballspieler.

## Karriere

### Verein
Saeys begann in der Jugend von Cercle Brügge mit dem Fußballspielen. 1928 rückte er in die erste Mannschaft auf und wurde mit Cercle 1930 belgischer Meister. Ab 1935 spielte er ein Jahr für den ostflandrischen Klub RFC Wetteren. 1936 wechselte er zu R. Beerschot AC, wo er 1938 und 1939 erneut den Meistertitel gewann. Wegen des Ausbruchs des Zweiten Weltkriegs wurde die belgische Meisterschaft zwei Jahre nicht ausgetragen. Saeys kehrte in seine Heimatstadt zu Cercle zurück, wo er 1942 seine Spielerkarriere beendete.

### Nationalmannschaft
Anlässlich der Fußball-Weltmeisterschaft 1930 in Uruguay wurde Saeys als jüngster Spieler, ohne vorherigen Länderspieleinsatz in den belgischen Kader berufen. Belgien verlor die Gruppenspiele gegen die Vereinigten Staaten mit 0:3 und gegen Paraguay mit 0:1 und schied aus. Saeys wurde in keiner der beiden Partien eingesetzt.
Bei seinem Debüt in der belgischen Nationalmannschaft am 9. April 1933 in einem Freundschaftsspiel gegen die Niederlande erzielte er sein einziges Länderspieltor. Sein neuntes und letztes Länderspiel bestritt er am 11. März 1934 bei der 3:9-Niederlage ebenfalls gegen die Niederlande. Für die Fußball-Weltmeisterschaft 1934 in Italien wurde er nicht berücksichtigt.

## Erfolge
- Belgische Meisterschaft: 1930, 1938 und 1939